# Pogromul de la Istanbul
Pogromul de la Istanbul (în greacă Σεπτεμβριανά — Evenimentele din Septembrie; în turcă 6–7 Eylül Olayları — (Evenimentele din 6–7 septembrie), a fost un pogrom îndreptat în principal împotriva populației grecești din Istanbul în zilele de 6–7 septembrie 1955. Revoltele au fost orchestrate de Grupul de Mobilizare Tactică al Armatei Turce, centrul ramurii turcești a Operațiunii Gladio. Evenimentele au fost declanșate de vestea că sediul consulatului turc din Salonic, Grecia de nord—clădirea în care în 1881 se născuse Mustafa Kemal Atatürk—fusese cu o zi înainte ținta unui atac cu bombă. O bombă plantată de un portar turc al consulatului, care ulterior a fost arestat și a mărturisit, a incitat evenimentele. Presa turcă nu a relatat nimic despre arestare, insinuând în schimb că bomba ar fi fost pusă de greci.
O mulțime de turci, dintre care majoritatea fuseseră aduși dinainte în oraș cu camioanele, au atacat comunitatea greacă din Istanbul timp de nouă ore. Deși mulțimea nu cerea explicit moartea grecilor, mai multe persoane au murit în timpul pogromului sau ca urmare a bătăilor și incendierilor. Printre victime s-au numărat și evrei, armeni și unii musulmani.
Pogromul a accelerat emigrarea etnicilor greci din Turcia, și în special din regiunea Istanbulului. Populația grecească de pe teritoriul Turciei a scăzut de la 119.822 de persoane în 1927, la circa 7.000 în 1978. Doar în Istanbul, populația greacă a scăzut de la 65.108 de persoane la 49.081 între 1955 și 1960. Cifrele din 2008 publicate de Ministerul de Externe al Turciei estimează numărul de cetățeni turci de origine greacă la  3.000–4.000. Conform organizației Human Rights Watch, populația greacă din Turcia a fost estimată la 2.500 de persoane în 2006.
Pogromul a fost considerat și ca o continuare a procesului de turcificare început odată cu declinul Imperiului Otoman, cu argumentul că circa 40% din proprietățile atacate aparțineau altor minorități etnice.